# Anne Kari Lande Hasle
Anne Kari Lande Hasle (* 4. Januar 1946) ist eine norwegische Beamtin und Frauenrechtlerin. Sie war Generalsekretärin (mit Staatssekretärin vergleichbar) des Ministeriums für Kinder- und Familienangelegenheiten 1990–1996 und des Ministeriums für Gesundheit und Soziales 1999–2012 und war die zweite Frau, die Generalsekretärin und damit höchste Beamtin eines norwegischen Ministeriums wurde. Sie war von 1978 bis 1982 erste Vizepräsidentin der Norsk Kvinnesaksforening und von 1982 bis 1983 Sonderbeauftragte der norwegischen Regierung für den illegalen Drogenhandel.

## Leben

### Beruf
Sie schloss 1970 ihr Studium als Sozionomin an der Norges kommunal- og sosialhøyskole ab. Nach einer Zeit als Sozialarbeiterin wurde sie 1971 im Sozialministerium angestellt. 1977 wurde sie als Beraterin ins Ministerium für Verbraucherangelegenheiten und Verwaltung berufen. Dort wurde sie 1980 zur Referatsleiterin befördert. Von 1982 bis 1983 war sie Sonderbeauftragte der norwegischen Regierung für den illegalen Drogenhandel. 1983 wurde sie Ministerialdirektorin im Ministerium für Arbeit und Verwaltung.
Von 1990 bis 1996 war sie Generalsekretärin des Ministeriums für Kinder- und Familienangelegenheiten. Sie war nach der ehemaligen NKF-Präsidentin Karin Maria Bruzelius die zweite Frau, die in Norwegen Generalsekretärin und damit höchste Beamtin eines Ministeriums wurde. Von 1992 bis 1994 war sie Mitglied der norwegischen Verhandlungsdelegation für die Beitrittsverhandlungen mit der EU. Von 1996 bis 1999 war sie die erste Direktorin des Norwegischen Instituts für Sozialforschung (NOVA). 1999 wurde sie zur Generalsekretärin des Ministeriums für Gesundheit und Soziales ernannt. Im Oktober 2012 trat sie als Generalsekretärin zurück und wurde Sonderbeauftragte. Sie ist stellvertretende Vorsitzende des Vorstands des Universitätshospitals Oslo.

### Politik
Hasle war von 1978 bis 1982 erste Vizepräsidentin der Norsk Kvinnesaksforening. Sie war auch Vorstandsmitglied der Osloer Arbeiterpartei.